# Arquidiocese da Paraíba
A Arquidiocese da Paraíba (Archidioecesis Parahybensis) é uma circunscrição eclesiástica da Igreja Católica no estado da Paraíba, no Brasil, pertencente ao Regional Nordeste II da Conferência dos Bispos do Brasil (CNBB). Sua sede é a Catedral Basílica de Nossa Senhora das Neves, em João Pessoa.

## História
A Arquidiocese da Paraíba foi erigida em 27 de abril de 1892, quando o Papa Leão XIII, pela Bula "Ad Universas Orbis Ecclesias", desmembrou da então Diocese de Olinda e Recife os territórios que compreendiam os estados do Rio Grande do Norte e da Paraíba, constituindo assim uma nova diocese com sede na capital paraibana (então Parahyba).
A nova Diocese só foi instalada dois anos depois, em 4 de março de 1894, com a chegada do seu primeiro Bispo, Dom Adauto Aurélio de Miranda Henriques. Homem clarividente e empreendedor, Dom Adauto fundou, logo no dia de sua chegada, o Seminário e o Colégio diocesanos.
Em 1909 foi criada a Diocese de Natal, desmembrando todo o Rio Grande do Norte. Em 1910, tanto a Diocese de Natal quanto a então Diocese da Paraíba ficaram sendo sufragâneas da recém-elevada Arquidiocese de Olinda e Recife.
No dia 6 de fevereiro de 1914, através da Bula "Maius Catholicae Religionis Incrementum", do Papa São Pio X, foi criada a Diocese de Cajazeiras no sertão paraibano e, ao mesmo tempo, a Diocese da Paraíba foi elevada à condição e dignidade de Arquidiocese e Sede Metropolitana, tendo por sufragâneas as duas dioceses que haviam sido desmembradas do seu território: Natal e Cajazeiras.
Em 14 de maio de 1949 o Papa Pio XII, criou a Diocese de Campina Grande e em 17 de janeiro de 1959, já sob o pontificado de São João XXIII, foi criada a Diocese de Patos, com território desmembrado das Dioceses de Cajazeiras e Campina Grande. Em 10 de outubro de 1980 foi criada a Diocese de Guarabira, a mais recente das dioceses paraibanas.
O sétimo e atual Arcebispo Metropolitano da Paraíba é Dom Frei Manoel Delson Pedreira da Cruz, nomeado em 8 de março de 2017 pelo Papa Francisco, tendo sido transferido da Diocese de Campina Grande. Sua posse solene ocorreu em 20 de maio de 2017 na Catedral Basílica de Nossa Senhora das Neves, em João Pessoa.

## Arcebispos
Arcebispos encarregados:
|                          | Nome                                       | Período       | Notas                      |
| Arcebispos               | Arcebispos                                 | Arcebispos    | Arcebispos                 |
| ------------------------ | ------------------------------------------ | ------------- | -------------------------- |
| 7º                       | Manoel Delson Pedreira da Cruz, O.F.M.Cap. | 2017 — Atual  | Arcebispo Metropolitano    |
| 6º                       | Aldo de Cillo Pagotto, S.S.S.              | 2004 — 2016 † |                            |
| 5º                       | Marcelo Pinto Carvalheira                  | 1995 — 2004 † |                            |
| 4º                       | José Maria Pires                           | 1965 — 1995 † |                            |
| 3º                       | Mário de Miranda Vilas-Boas                | 1959 — 1965 † |                            |
| 2º                       | Moisés Sizenando Coelho                    | 1935 — 1959 † |                            |
| 1º                       | Adauto Aurélio de Miranda Henriques        | 1894 — 1935 † | Primeiro Bispo e Arcebispo |
| Arcebispo-coadjutor      |                                            |               |                            |
|                          | Moisés Sizenando Coelho                    | 1932 — 1935   |                            |
| Bispos-auxiliares        |                                            |               |                            |
|                          | Alcivan Tadeus Gomes de Araújo             | 2023 -        | Atual                      |
|                          | Marcelo Pinto Carvalheira                  | 1975-1981     | Nomeado Bispo de Guarabira |
|                          | Manuel Pereira da Costa                    | 1954-1959     | Nomeado Bispo de Nazaré    |
| Administrador Apostólico |                                            |               |                            |
|                          | Genival Saraiva de França                  | 2016-2017     | Bispo-emérito de Palmares  |